# 漢德索姆埃迪 (紐約州)
漢德索姆埃迪（英語：Handsome Eddy）是位於美國紐約州沙利文縣的非建制地區。

## 地理
漢德索姆埃迪所處的海拔為高於海平面199米（即653英呎），而該地所採用的時區為UTC-5，即北美东部时区（EST）。同時該地設有夏令時間，為UTC-5調快一小時，即UTC-4（EDT）。